# Langnau im Emmental

Logo der Gemeinde Langnau im Emmental

Langnau im Emmental ist eine Einwohnergemeinde und der Hauptort des Verwaltungskreises Emmental im Schweizer Kanton Bern.

## Geographie
Langnau liegt am Unterlauf der Ilfis ungefähr auf halbem Weg zwischen Bern und Luzern und ist das Handels-, Gewerbe- und Dienstleistungszentrum für die etwa 25'000 Einwohner des oberen Emmentals. Die Gemeinde erstreckt sich auf ca. 24 Quadratkilometer landwirtschaftliche Nutzfläche, die durch ein insgesamt 170 Kilometer langes Strassennetz erschlossen ist. Zwei Drittel der rund 10'000 Einwohner wohnen in den Dorfteilen Langnau und Bärau, ein Drittel im Streusiedlungsgebiet der rund 50 auf dem Boden der Gemeinde gelegenen Seiten- und Quertäler («Gräben») der Ilfis, deren längste der Oberfrittenbachgraben und der von der Gohl durchflossene Gohlgraben sind. Der tiefste Punkt liegt auf 650 m ü. M., die höchste Stelle auf 1328 m ü. M.

### Klima
Für die Normalperiode 1991–2020 beträgt die Jahresmitteltemperatur 8,1 °C, wobei im Januar mit −0,6 °C die kältesten und im Juli mit 17,1 °C die wärmsten Monatsmitteltemperaturen gemessen werden. Im Mittel sind hier rund 114 Frosttage und 22 Eistage zu erwarten. Sommertage gibt es im Jahresmittel rund 33, während im Schnitt 3 bis 4 Hitzetage zu verzeichnen sind. Die Messstation von MeteoSchweiz liegt auf einer Höhe von 744 m ü. M.
|                        | Jan  | Feb  | Mär  | Apr  | Mai  | Jun  | Jul  | Aug  | Sep  | Okt  | Nov  | Dez  |   |       |
| Mittl. Temperatur (°C) | −0,6 | 0,1  | 4,0  | 7,6  | 11,7 | 15,4 | 17,1 | 16,8 | 12,9 | 8,7  | 3,4  | 0,2  | ⌀ | 8,1   |
| Mittl. Tagesmax. (°C)  | 3,0  | 4,6  | 9,0  | 12,9 | 17,2 | 21,0 | 23,0 | 22,6 | 18,2 | 13,5 | 7,2  | 3,5  | ⌀ | 13    |
| Mittl. Tagesmin. (°C)  | −3,9 | −3,8 | −0,6 | 2,3  | 6,4  | 10,0 | 11,7 | 11,6 | 8,2  | 4,8  | 0,1  | −3,0 | ⌀ | 3,7   |
|                        |      |      |      |      |      |      |      |      |      |      |      |      |   |       |
| Niederschlag (mm)      | 73   | 70   | 82   | 96   | 148  | 154  | 156  | 154  | 109  | 94   | 84   | 92   | Σ | 1312  |
|                        |      |      |      |      |      |      |      |      |      |      |      |      |   |       |
| Regentage (d)          | 10,7 | 10,0 | 11,3 | 11,4 | 13,6 | 13,5 | 13,0 | 12,1 | 10,3 | 10,9 | 10,9 | 11,9 | Σ | 139,6 |
|                        |      |      |      |      |      |      |      |      |      |      |      |      |   |       |
| Luftfeuchtigkeit (%)   | 86   | 84   | 78   | 76   | 77   | 75   | 75   | 77   | 82   | 86   | 89   | 88   | ⌀ | 81,1  |

| −3,9 |

| −3,8 |

| −0,6 |

| 2,3 |

| 6,4 |

| 10,0 |

| 11,7 |

| 11,6 |

| 8,2 |

| 4,8 |

| 0,1 |

| −3,0 |

| −3,9 |

| −3,8 |

| −0,6 |

| 2,3 |

| 6,4 |

| 10,0 |

| 11,7 |

| 11,6 |

| 8,2 |

| 4,8 |

| 0,1 |

| −3,0 |

## Bevölkerung

### Bevölkerungsentwicklung
Die Einwohnerzahl wuchs zwischen 1798 und 1910 stark an. Der hohe Geburtenüberschuss, der Anschluss ans Schienennetz und die Gründung von Industriebetrieben waren die Hauptgründe dafür. Zwischen 1910 und 1920 wuchs die Bevölkerung nur noch langsam und sank dann infolge Abwanderung in den darauffolgenden zehn Jahren. Zwischen 1930 und 1950 folgte eine zweite Wachstumsphase und die Bevölkerungszahl stieg auf knapp 9‘200 Menschen. In den zwanzig Jahren zwischen 1960 und 1980 kam es zu einer zweiten Abwanderungswelle. Gefolgt von einer dritten Wachstumsphase zwischen 1980 und 2000. Nach einem Bevölkerungsrückgang zwischen 2000 und 2010 wuchs die Bevölkerung in den letzten Jahren wieder stark an und erreicht heute einen historischen Höhepunkt.
Bevölkerungsentwicklung von Langnau seit 1764 Quelle: Volkszählungen (1764–1837 Kantonale, 1850–2000 Eidgenössische), Bundesamt für Statistik (2010)

### Sprachen
Fast die gesamte Einwohnerschaft spricht als tägliche Umgangssprache Deutsch. Bei der letzten Volkszählung im Jahr 2000 gaben 94,1 % Deutsch, 0,9 % Italienisch und 0,4 % Französisch als Hauptsprache an.

### Religionen – Konfessionen
Die Bevölkerung war früher vollumfänglich Mitglied der evangelisch-reformierten Kirche. Es war bis ins 19. Jahrhundert verboten, einer anderen Konfession oder Religion anzugehören. Dennoch waren seit der Reformationszeit viele Leute Anhänger der Täufer, aber wegen der Verfolgung der Täufer durch die Staatskirche nur heimlich. Nach der Gründung der Schweiz mit Religionsfreiheit für alle christlichen Kirchen bekannten sich nun etliche Menschen offiziell zu den Täufergemeinden (Altevangelisch-Taufgesinnte oder Mennoniten). Ab 1850 wanderten aus dem benachbarten Entlebuch einzelne Katholiken zu. Dies führte 1932 zur Gründung einer römisch-katholischen Kirchgemeinde. In den letzten Jahrzehnten veränderte sich die religiöse Zusammensetzung sehr stark durch Kirchenaustritte und Zuwanderung von orthodoxen Christen und Anhängern nichtchristlicher Religionen (Muslime und Hindus).
Die Konfessionsverhältnisse im Jahr 2000 lassen trotz Durchmischung immer noch die ursprüngliche Struktur erkennen: 7’279 Personen waren reformiert (79,57 %). Daneben gab es 668 römisch-katholische Christen (7,3 %) und 4,4 % Konfessionslose.

### Herkunft – Nationalität
Von den 9'380 Bewohnern waren Ende 2018 8'632 (92,03 %) Schweizer Staatsangehörige. Die Zugewanderten stammen mehrheitlich aus Mitteleuropa (Deutschland 102, Ungarn 27, Slowakei 15, Polen 14, Tschechien 13, Niederlande 10 Personen), aus Südeuropa (Italien 37, Portugal 20 und Spanien 6 Personen), dem ehemaligen Jugoslawien (Kosovo 83, Nordmazedonien 19 und Serbien 11 Personen), Sri Lanka (67 Personen), Eritrea (51 Personen), Afghanistan (48 Personen), Syrien (30 Personen) und der Türkei (19 Personen).

## Geschichte

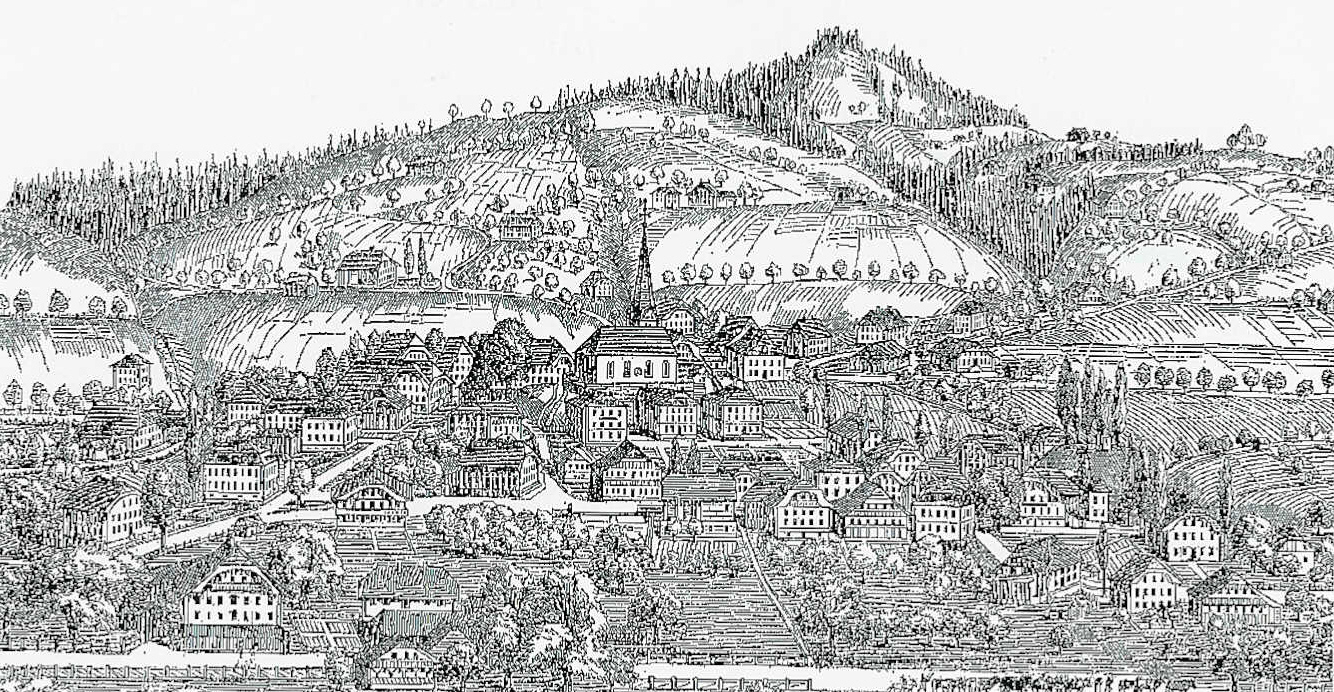
Alte Ortsansicht (ca. um 1800)

Luftbild aus 600 m von Walter Mittelholzer (1927)

Obwohl das Gebiet von Langnau bereits in frühgeschichtlicher Zeit bewohnt war, taucht der Name «Langenouwa» erstmals im 13. Jahrhundert auf. Der Siedlungskern liegt der Überschwemmungsgefahr wegen nicht im Flusstal der Ilfis (der «langen Au»), sondern am Hang des Dorfberges. Schon vor der Gründung des Klosters Trub im Jahre 1125 muss hier eine dem Heiligen Martin geweihte Kirche gestanden sein.
1386 nach der Schlacht bei Sempach kam das Dorf unter die Herrschaft der Stadt Bern, gehörte von 1406 bis 1798 zur Landvogtei Trachselwald und wurde in der Helvetik zum Amtssitz des Bezirkes Oberemmental, der dem heutigen Amtsbezirk Signau entspricht.
Schon im Mittelalter besass Langnau das Marktrecht, was für ein Dorf aussergewöhnlich und normalerweise ein Privileg städtischer Gemeinwesen ist. Es wird erstmals 1467 in einem Erlass der Berner Regierung erwähnt, muss aber schon lange zuvor bestanden haben. Der traditionelle «Langnou Märit» findet noch heute jährlich sechs Mal statt, nämlich als Fasnachts-, Sommer- und Herbstmarkt, als Kalter Markt im November und als Weihnachtsmarkt.
1527 wurde in Langnau die katholische Messfeier abgeschafft, und das Dorf übernahm im bernischen Gebiet eine Vorreiterrolle bei der Einführung der Reformation. Von 1673 bis 1676 wurde auf Anregung des mit Langnau eng verbundenen Berner Schultheissen Samuel Frisching und unter Abraham Dünz, dem Werkmeister der Bauhütte am Berner Münster, am Standort des mittelalterlichen Vorgängerbaus die heutige reformierte Kirche Langnau errichtet. Schon zuvor war es zu heftigen Verfolgungen der Täufer gekommen, die erst um 1730 aufhörten (siehe: Geschichte des bernischen Täufertums). Im Pfarrhaus von Langnau wuchsen u. a. der Pfarrer und Dichter Gottfried Strasser, die Jugendschriftstellerin Elisabeth Müller und der Musiker Jörg Ewald Dähler auf.
Im 18. Jahrhundert wurde Langnau über die Landesgrenzen hinaus bekannt durch das Wirken des «Wunderdoktors» Michael Schüppach.
Ab 1836 wurden in Langnau die ersten Schwyzerörgeli, die sogenannten «Langnauerli», hergestellt. Während Langnau im 19. Jahrhundert als «Patriotennest» und Hochburg des politischen Liberalismus gegolten hatte, führte die Gründung der Bauern-, Gewerbe- und Bürgerpartei (der heutigen SVP) am Ende des Ersten Weltkrieges zu einem lokalen Machtwechsel. 1864 wurde der Bahnhof Langnau als Endstation der Eisenbahnlinie Bern-Langnau eröffnet. Seit 1875 besteht die durchgehende Eisenbahnstrecke Bern-Luzern über Langnau, und 1881 wurde Langnau auch Endstation der Linie Burgdorf–Langnau.
1932 wurde in Langnau die katholische Kirche Heilig Kreuz eingeweiht.

## Verkehr
Langnau liegt an den Bahnlinien Bern–Luzern und Burgdorf–Langnau. Der motorisierte Individualverkehr wird durch die Hauptstrasse 10 (Abschnitt Muri bei Bern–Luzern) bedient, die Hauptstrasse 243 verbindet Langnau mit Ramsei, von wo aus ein Anschluss zur Strasse nach Burgdorf besteht. Die nächstgelegenen Autobahnanschlüsse befinden sich in Muri bei Bern (28 km) und Lyssach bei Burgdorf (26 km).

## Infrastruktur
Als regionale Zentrumsgemeinde besitzt Langnau eine gut ausgebaute öffentliche Infrastruktur (Hallenbad, Tennisplätze, einige Sportplätze, Eisstadion). Dazu kommen ein Spital mit 24-Stunden-Notfallstation, ein Kranken- und Pflegeheim sowie die Heimstätte Bärau. Ebenfalls in Langnau beheimatet ist die Musikschule Oberemmental.

## Kultur und Sport
Wegen der relativ weiten Distanz nach Bern verfügt Langnau über ein reiches kulturelles Angebot. Aushängeschilder sind die jährlich Ende Juli stattfindenden Jazz Nights sowie das alle drei Jahre stattfindende Cartoon Festival Langnau. Im Dorf selbst gibt es ein Museum, welches in einem 500 Jahre alten Gebäude namens «Chüechlihus» untergebracht ist. Bekannt ist Langnau auch wegen des Eishockeyclubs SCL Tigers, der hier sein Heimstadion hat.

## Wirtschaft
Langnau bietet über 4000 Arbeitsplätze mit folgender Verteilung auf die wichtigsten Branchen (gerundete Zahlen):
| Branche                         | Arbeitsplätze |
| ------------------------------- | ------------- |
| Landwirtschaft                  | 450           |
| Baugewerbe                      | 700           |
| Handel                          | 500           |
| Gesundheit                      | 350           |
| Maschinen                       | 200           |
| Dienstleistung                  | 800           |
| Gemeinde- und Kantonsverwaltung | 100           |
| übrige                          | 900           |

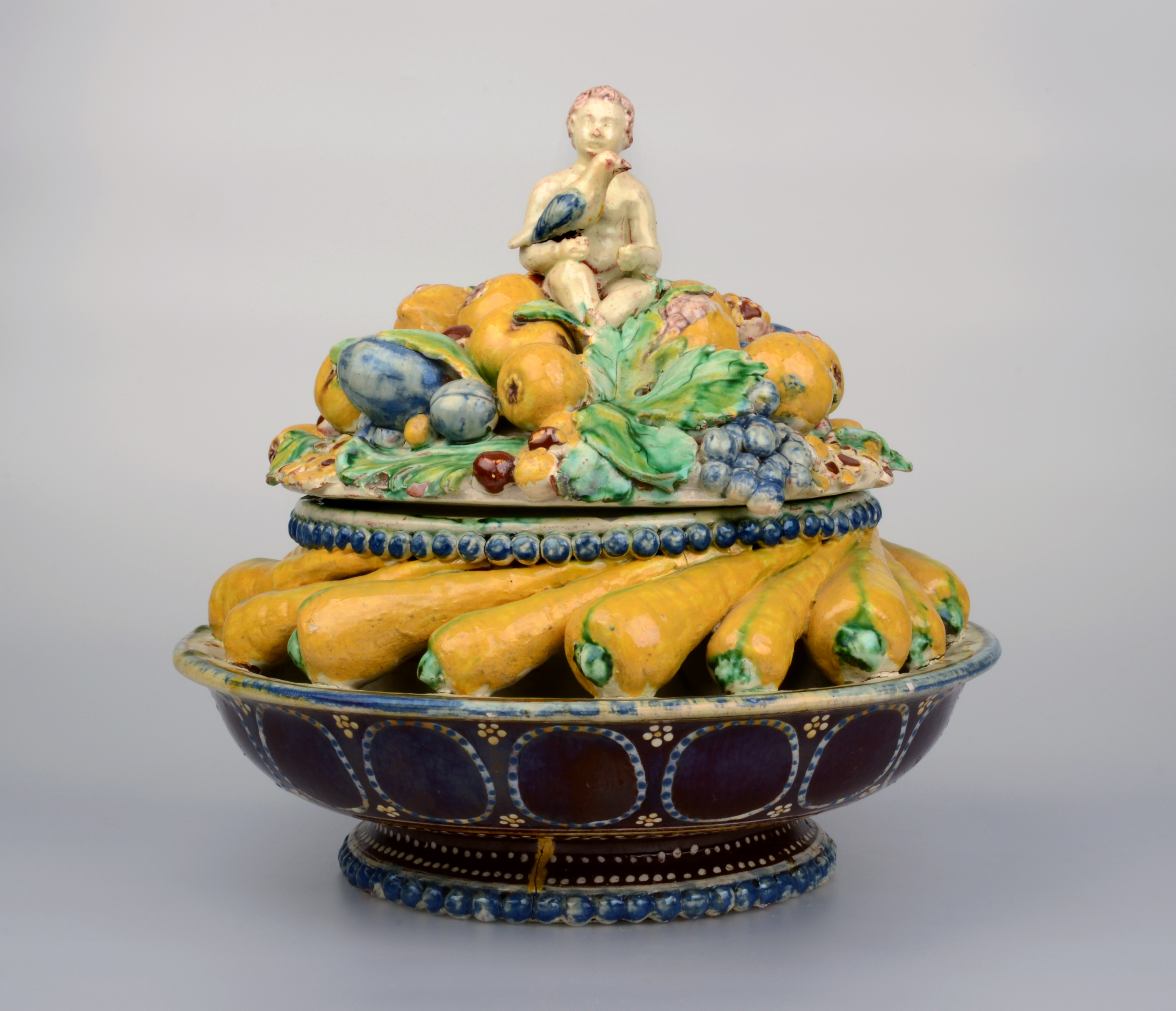
Langnauer «Hochzeitsschüssel» um 1800, aus dem Schlossmuseum Burgdorf

Das Gewerbe ist geprägt von der Land- und Forstwirtschaft, holzverarbeitenden Betrieben, einer Fabrik für Frisch-, Schmelz- und Fonduekäseproduktion, einem Fleischverarbeitungszentrum mit modernem Schlachthof sowie kleineren und mittleren Industriebetrieben. Neben innovativer Technik, insbesondere im Druckereiwesen und im Bereich des Maschinenbaus und der Herstellung von Maschinen-Zubehör, findet sich noch altes Handwerk (Töpferei, Gerberei, Kupferschmiede). Seit dem 17. Jahrhundert wird die bekannte Langnauer Keramik produziert.
Direkt beim Bahnhof Langnau wurden ehemalige Emmentalerkäse-Reifungskeller (zum Teil über 150-jährig und bis 10 Meter unter der Erdoberfläche) umgenutzt und so der Öffentlichkeit als Eventlokal zugänglich gemacht.

## Politik
- SP: 11
- GLP: 4
- EVP: 3
- Mitte: 4
- FDP: 4
- SVP: 14

Der Grosse Gemeinderat, welcher die Legislative der Gemeinde Langnau bildet, wird alle vier Jahre von den Stimmberechtigten im Proporz gewählt und weist folgende Sitzverteilung auf: SVP 14 Sitze, SP 11 Sitze, Die Mitte 4 Sitze, FDP 4 Sitze, GLP 4 Sitze und EVP 3 Sitze. Die rechts stehende Grafik zeigt die Sitzverteilung nach der Wahl vom 31. Oktober 2021.
Als Exekutive der Gemeinde amtet der Gemeinderat, der ebenfalls im Proporz gewählt wird. Er besteht seit der Wahl vom 31. Oktober 2021 aus drei Mitgliedern der SVP, drei der SP und je einem der Mitte, FDP und GLP. Der Gemeinderat wird präsidiert von Gemeindepräsident Walter Sutter (SVP).
Die Stimmenanteile der Parteien anlässlich der Nationalratswahl 2019 betrugen: SVP 32,4 %, SP 14,0 %, GPS 14,0 %, BDP 11,1 %, glp 8,6 %, FDP 6,3 %, EVP 4,1 %, EDU (inkl. DM) 3,4 %.

## Persönlichkeiten
- Daniel Herrmann (1736–1798), Leiter der Fayence-Manufaktur Frisching
- Johann Schneider (1792–1858), Politiker, Regierungs- und Nationalrat
- Samuel Lehmann (1808–1896), Politiker und Oberfeldarzt der Armee
- Ernst Müller (1849–1927), Schweizer evangelischer Geistlicher, Bühnenautor und Vater von Elisabeth Müller
- Arnold Heimann (1856–1916), Lehrer und Bühnenautor in Biel
- Eduard von Steiger (1881–1962), Bundesrat
- Elisabeth Müller (1885–1977), Schriftstellerin
- Albert Meyer (1893–1962), Lehrer und Übersetzer
- Melanie Webelhorst-Zimmermann (1895–1959), Schauspielerin und Synchronsprecherin
- Hans Ulrich Schwaar (1920–2014), Schriftsteller, geboren in Sumiswald, Ehrenbürger von Langnau
- Helen Balmer (1924–2023), Plastikerin und Bildhauerin
- Konrad Hofer (1928–2006), Maler und Bildhauer
- Ernst Ramseier (1936–2020), Grafiker und Maler
- Simon Schenk (1946–2020), Politiker (SVP) und Eishockeytrainer
- Jürg Wittwer (* 1959), Fußballspieler
- Samuel Schwarz (* 1971), Regisseur
- Bruno Steck (* 1971), Eishockeyspieler
- Beat Koch (* 1972), Skilangläufer
- Christoph Simon (* 1972), Schriftsteller
- Ueli Steck (1976–2017), Extrembergsteiger
- Pascal Müller (* 1979), Eishockeyspieler
- Fabian Sutter (* 1982), Eishockeyspieler
- Adrian Gerber (* 1983), Eishockeyspieler
- Roland Gerber (* 1984), Eishockeyspieler
- Sandra Daniela Gerber (* 1985), Snowboarderin
- Simon Lüthi (* 1986), Eishockeyspieler
- Marcel Wyss (* 1986), Radrennfahrer
- Christoph Utzinger (* 1987), Jazzmusiker und Tontechniker
- Lukas Haas (* 1988), Eishockeyspieler
- Yannick Blaser (* 1989), Eishockeyspieler
- Lisa Urech (* 1989), Leichtathletin
- Lia Wälti (* 1993), Fussballspielerin
- Florent Hadergjonaj (* 1994), Fussballspieler
- Noemi Zbären (* 1994), Leichtathletin

## Bildergalerie

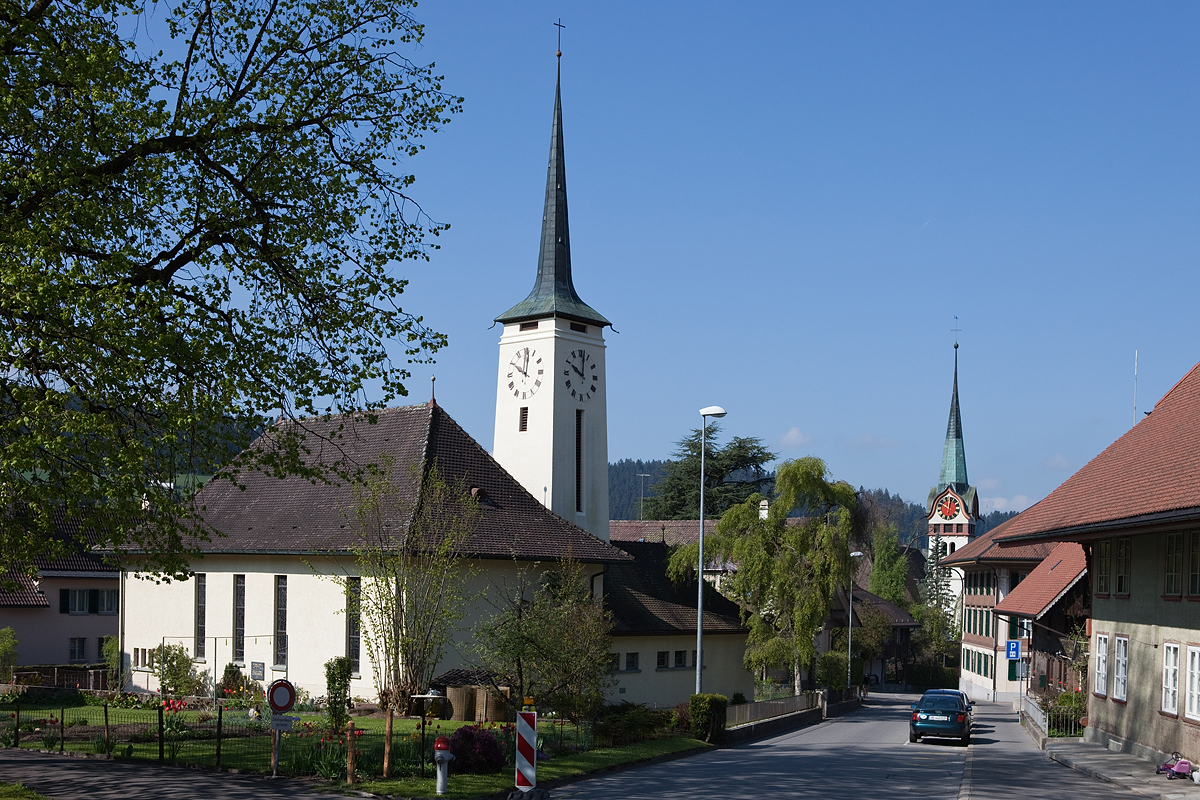
Haldenstrasse mit katholischer (links, im Vordergrund) und reformierter Kirche
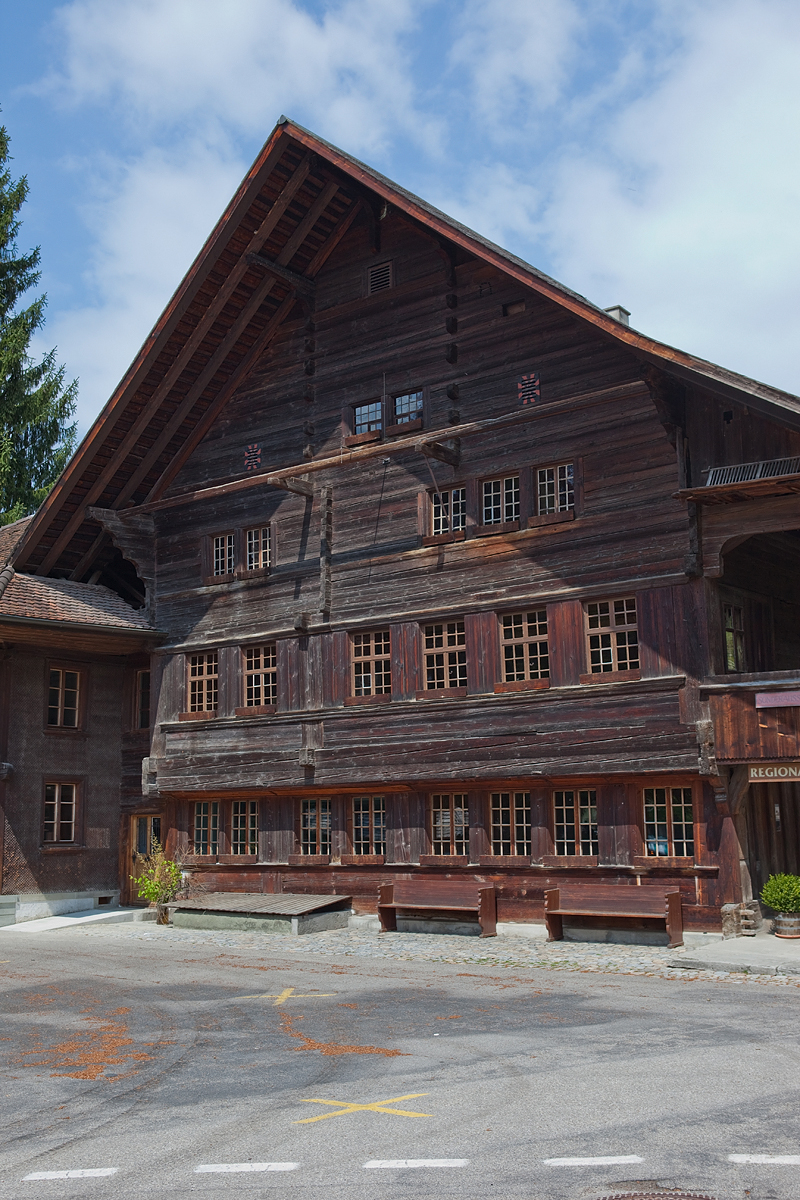
Museum
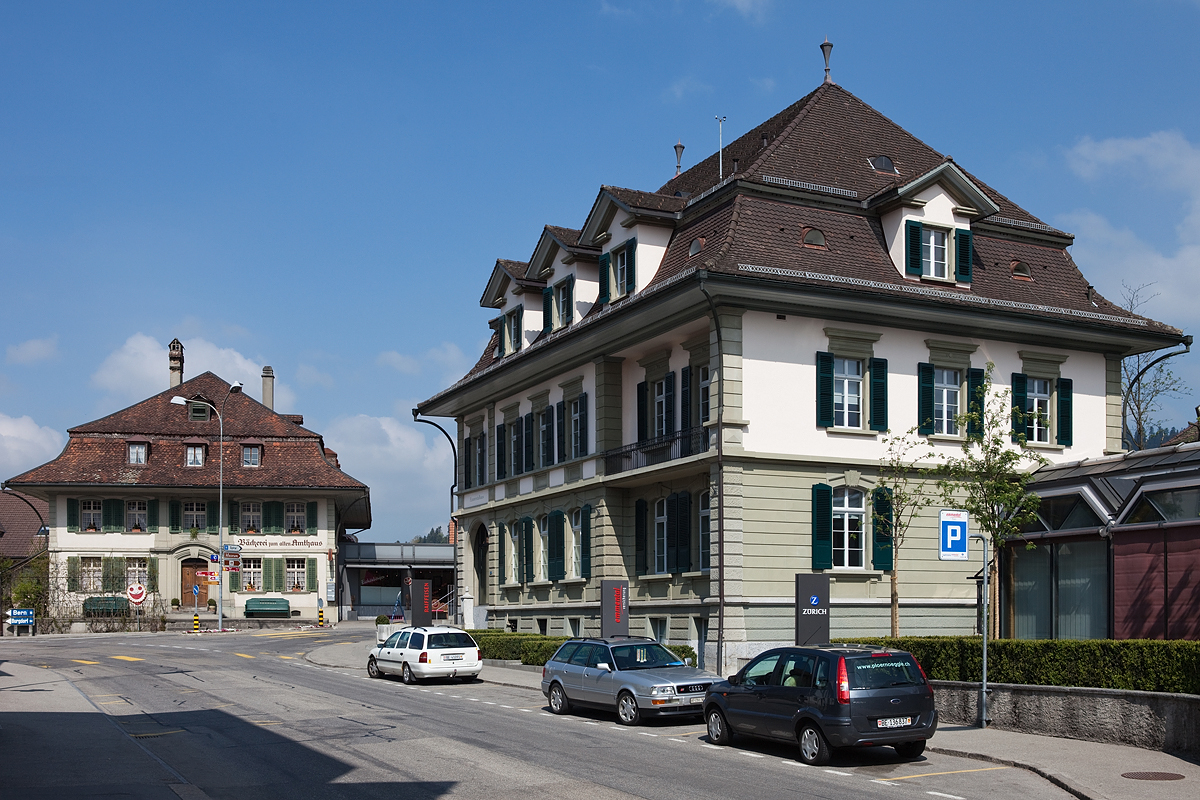
Altes Amtshaus und Bank
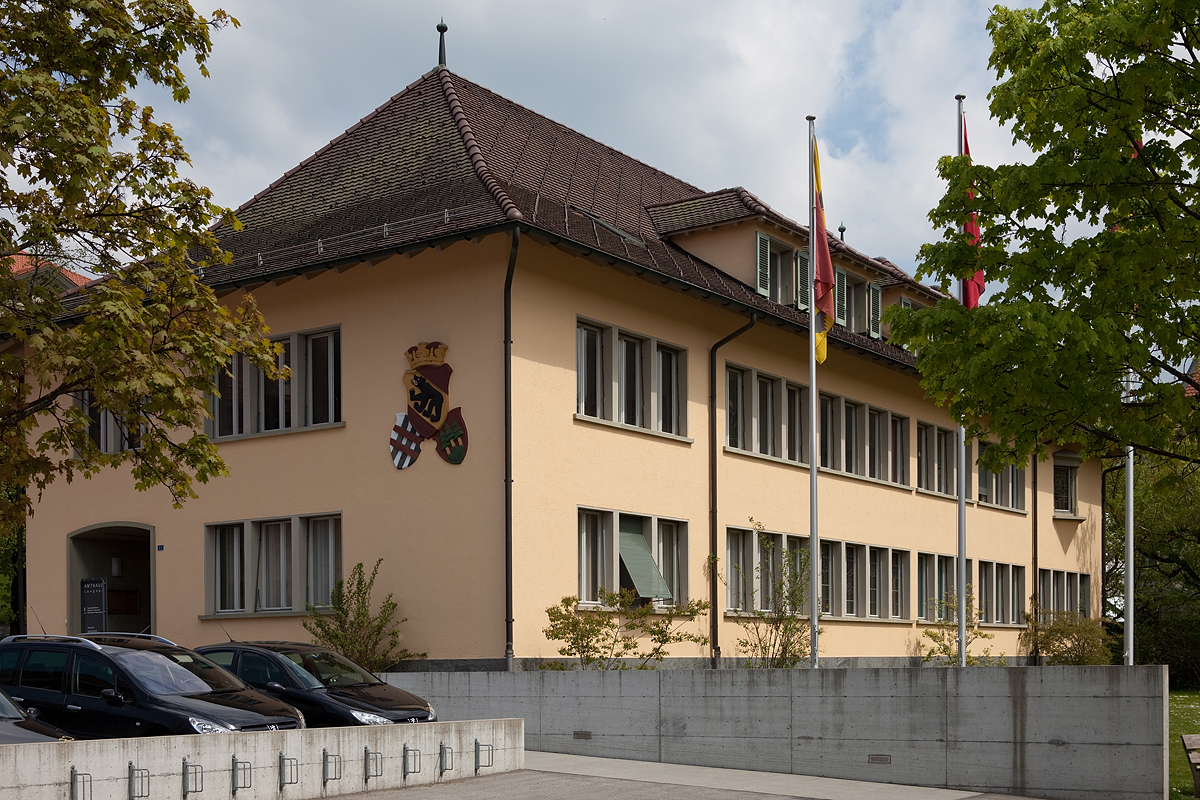
Amtshaus

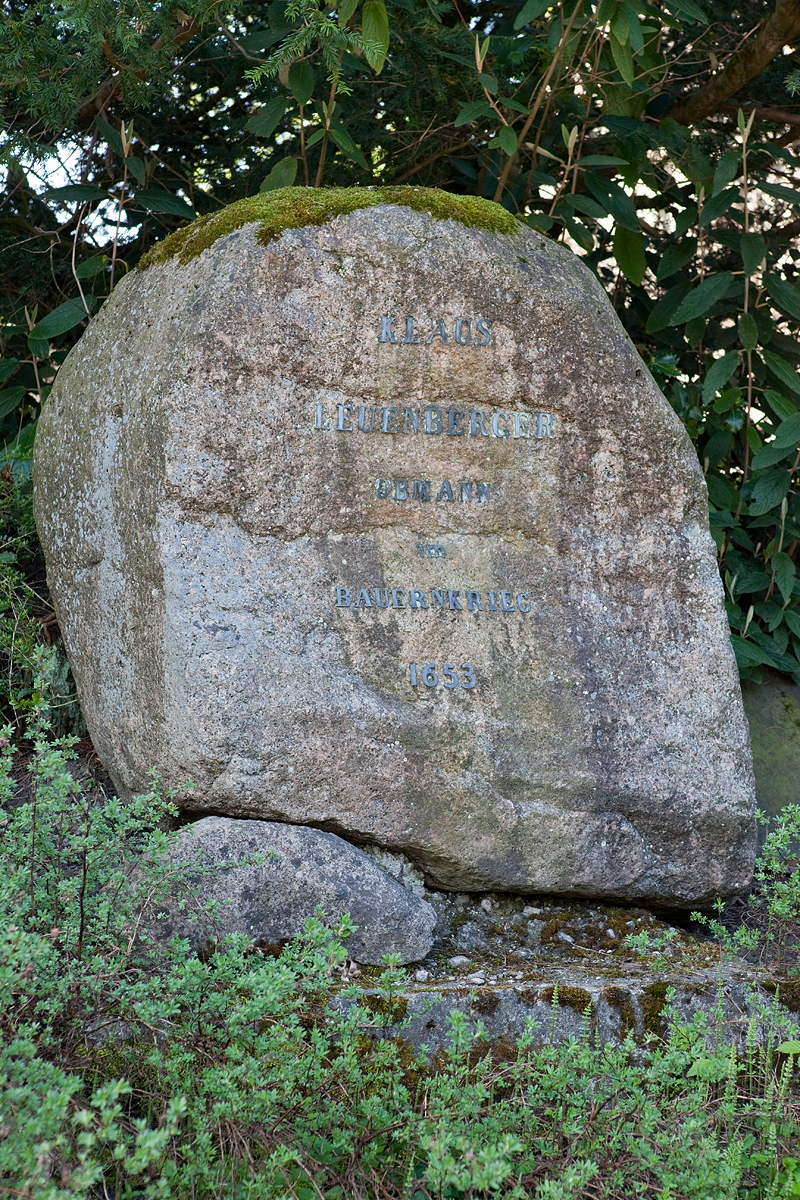
Gedenkstein Klaus Leuenberger
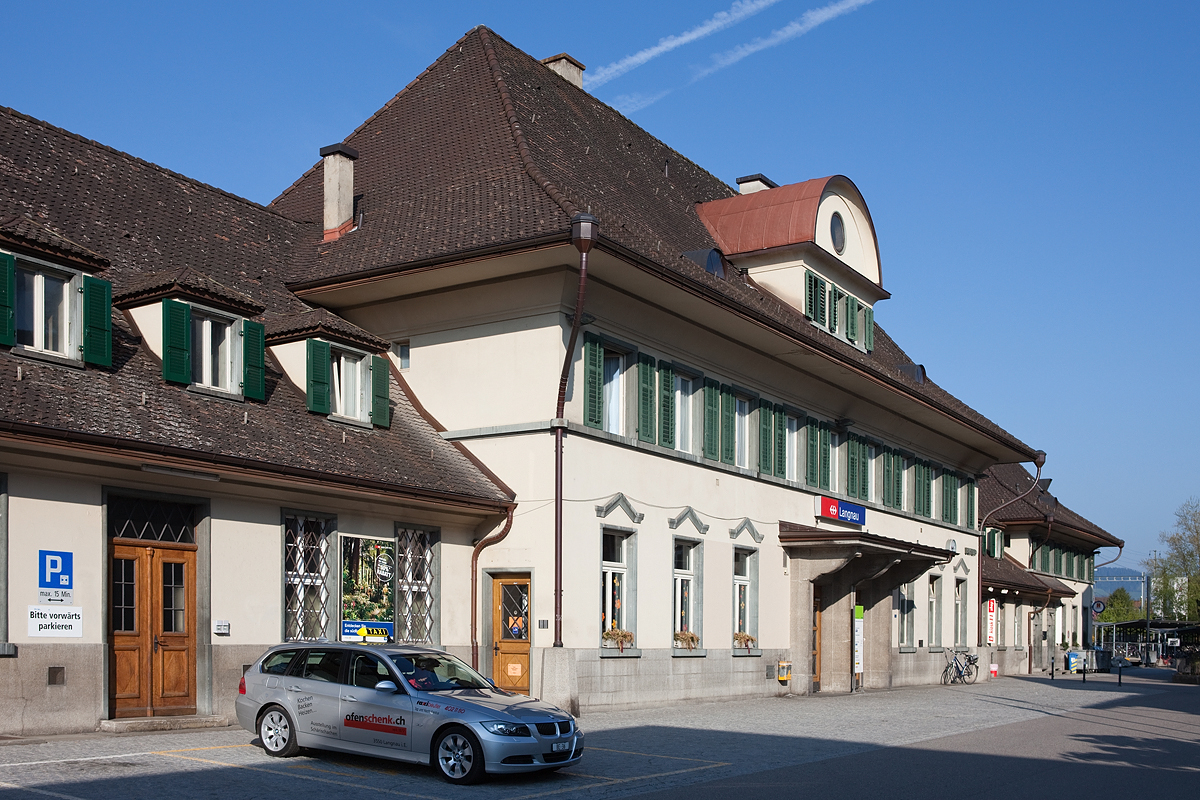
Bahnhof BLS
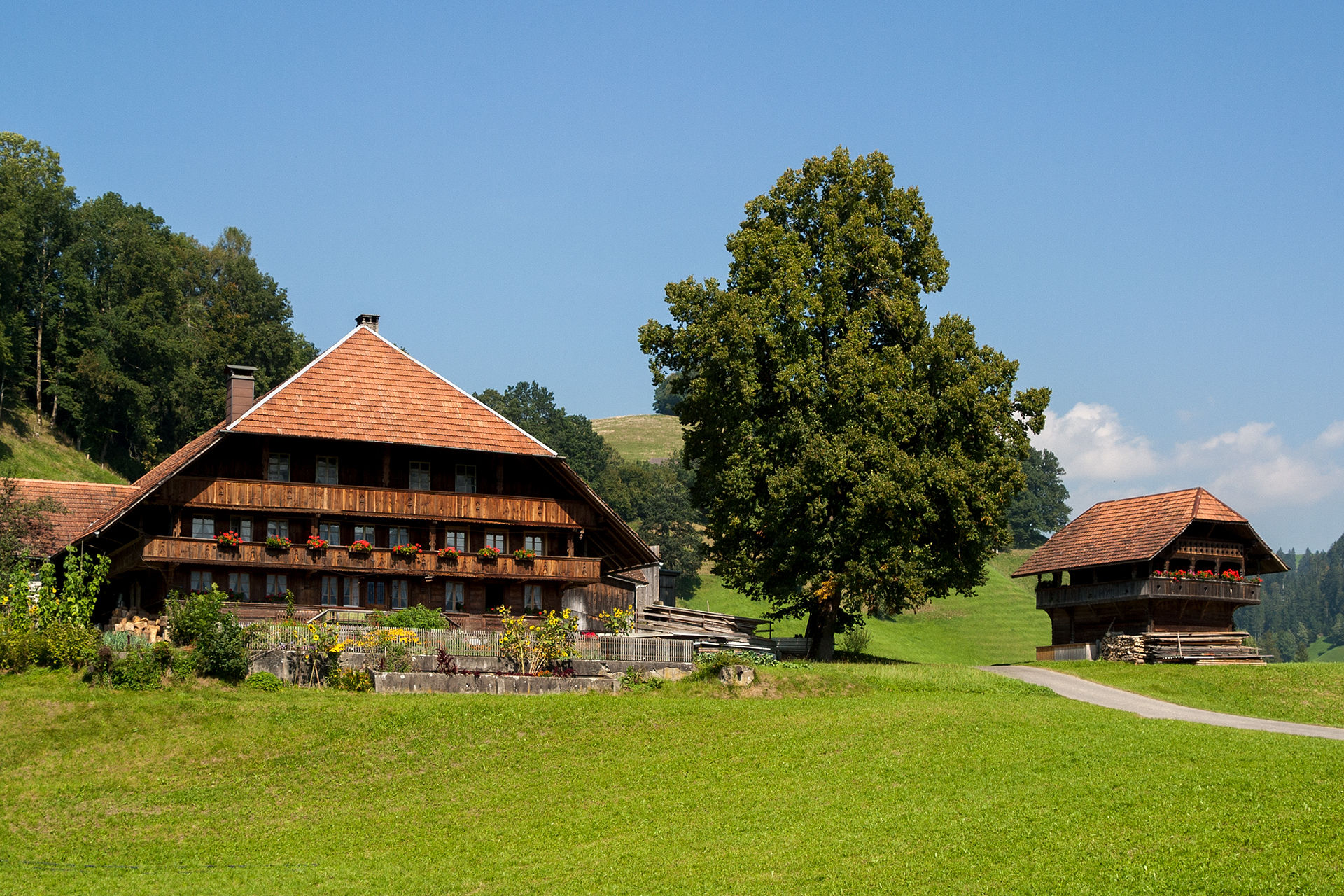
Bauernhof «im Lehn» mit Kornspeicher in Bärau
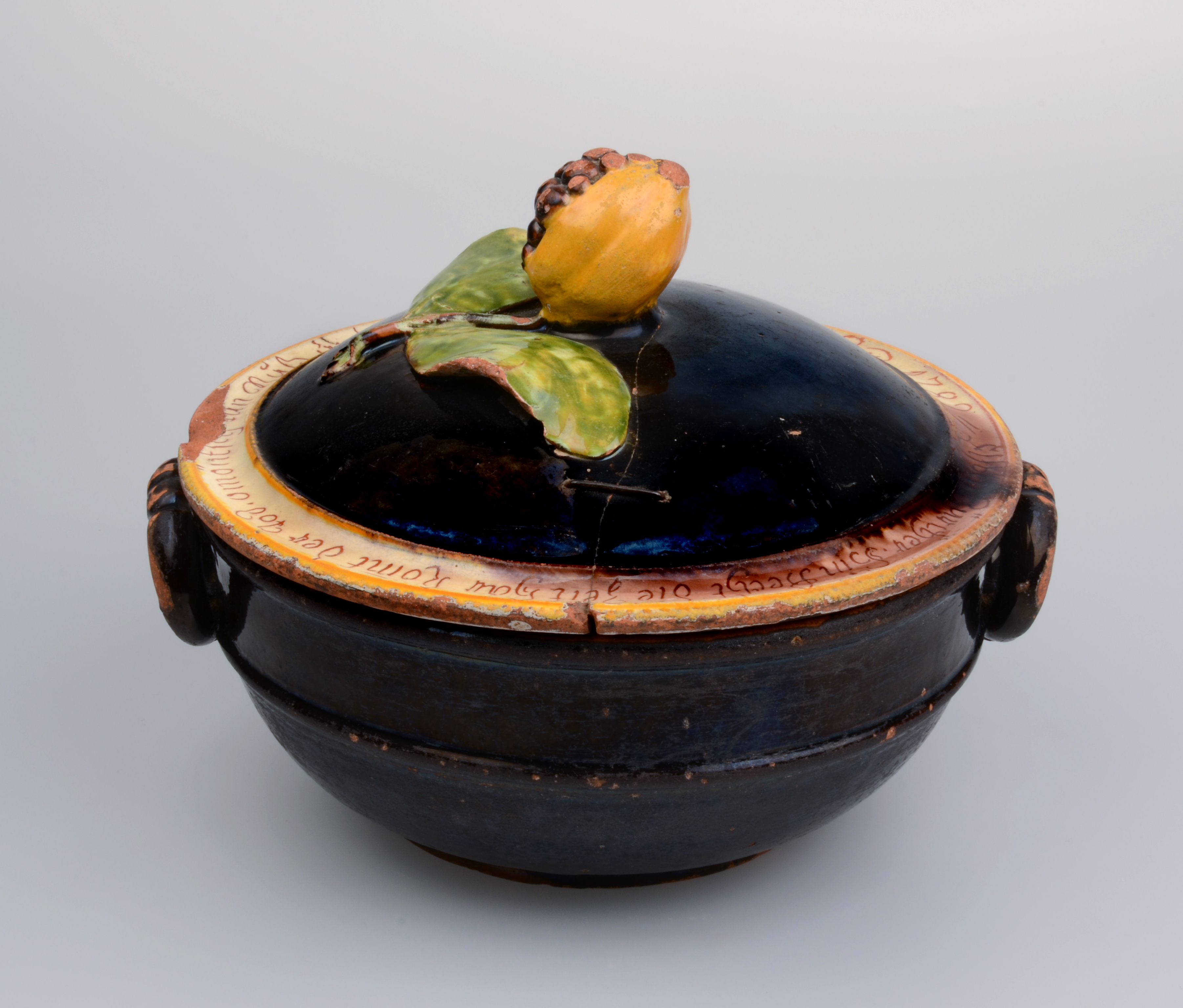
Langnauer Terrine mit Granatapfelgriff, 1782 aus dem Schlossmuseum Burgdorf